# Rudolf von Barby
Rudolf Wilhelm Leopold von Barby (* 13. September 1821 in Potsdam; † 4. März 1906 in Wiesbaden) war ein preußischer Generalleutnant.

## Leben

### Herkunft
Er war der Sohn des späteren preußischen Generalleutnants Wilhelm von Barby (1795–1883) und dessen Ehefrau Pauline Clementine Ulrike, geborene von Wulffen (1800–1880). Der spätere preußische General der Kavallerie Adalbert von Barby (1820–1905) war sein Bruder.

### Militärkarriere
Barby besuchte ab 1833 zunächst die Kadettenhäuser in Potsdam und Berlin. Am 9. August 1840 wurde er als Sekondeleutnant dem 1. Garde-Regiment zu Fuß der Preußischen Armee überweisen. Dort folgte am 22. Juni 1852 seine Beförderung zum Premierleutnant und als solchen kommandierte man ihn am 16. März 1854 zur Kompanieführung an die Unteroffizierschule Potsdam. Mitte Oktober 1854 zum Hauptmann befördert, war Barby 1859 anlässlich des Sardischen Krieges Kompanieführer beim mobilen II. Bataillon des 1. Garde-Landwehr-Regiments. Am 1. Juli 1860 wurde er als Kompaniechef nach Stettin in das neugebildete 3. Garde-Regiment zu Fuß versetzt und am 16. Dezember 1862 zum Major befördert. Während des Krieges gegen Dänemark führte er seine 7. Kompanie in den Kämpfen bei Satrup, Nübel, Fredericia sowie beim Sturm auf die Düppeler Schanzen.
Am 21. November 1864 wurde Barby zum Kommandeur des II. Bataillons ernannt und nahm in dieser Funktion 1866 während des Krieges gegen Österreich an den Kämpfen bei Soor sowie an der Schlacht bei Königgrätz teil. Er wurde am 20. September 1866 Oberstleutnant und in Würdigung seiner Leistungen mit dem Ritterkreuz des Königlichen Hausordens von Hohenzollern mit Schwertern ausgezeichnet. Als Oberst beauftragte man Barby am 10. August 1868 mit der Führung des 1. Westfälischen Infanterie-Regiments Nr. 13. Am 25. Februar 1869 folgte seine Ernennung zum Regimentskommandeur. Barby gab diesen Verband bereits am 6. November 1869 wieder ab und übernahm dafür das 6. Westfälische Infanterie-Regiment Nr. 55. Dieses Regiment führte er nach der Mobilmachung anlässlich des Krieges gegen Frankreich 1870/71 in den Schlachten bei Spichern und Colombey sowie während der Belagerung von Metz. Ausgezeichnet mit beiden Klassen des Eisernen Kreuzes kehrte Barby nach dem Friedensschluss in die Garnison nach Detmold zurück.
Am 21. März 1873 wurde Barby von seinem Kommando als Regimentskommandeur entbunden und zum Generalmajor von der Armee mit dem Rang und den Gebührnissen eines Brigadekommandeurs befördert. Vom 12. April 1873 bis zum 17. Mai 1876 fungierte er in Köln als Kommandeur der 27. Infanterie-Brigade. Daran schloss sich eine Verwendung als Kommandant der Festung Rastatt an. In dieser Stellung wurde Barby am 11. Juni 1879 Generalleutnant und am 23. Januar 1881 erhielt er den Stern zum Roten Adlerorden II. Klasse mit Eichenlaub. Unter Verleihung des Kronenordens I. Klasse stellte man ihn am 10. Mai 1883 mit der gesetzlichen Pension zur Disposition. Zum Abschied zeichnete ihn der badische Großherzog Friedrich I. mit dem Großkreuz des Ordens vom Zähringer Löwen aus.
Am 11. Mai 1896 erhielt er die Erlaubnis zum Tragen der Uniform des Infanterie-Regiments „Graf Bülow von Dennewitz“ (6. Westfälisches) Nr. 55.

### Familie
Barby hatte sich am 3. Oktober 1849 in Wormlage mit Marie Auguste Adele von Pannwitz (1820–1912) verheiratet. Aus der Ehe gingen mehrere Kinder hervor. Der Sohn Arthur (* 1855) schlug ebenfalls eine Militärkarriere in der Preußischen Armee ein, wurde im April 1905 als Major z.D. gestellt und war während des Ersten Weltkriegs als Oberstleutnant Kommandeur des Landsturm-Bataillons I. Kosten.